# Mikroangiopathie
Eine Mikroangiopathie (von altgriechisch ἀγγεῖον angeion, deutsch ‚Gefäß‘ und πάθος pathos, deutsch ‚Schmerz‘) ist eine Erkrankung der kleinen Blutgefäße, meist eine besondere Ausprägung der Arteriosklerose. Eine scharfe Grenze zur Makroangiopathie (Arteriosklerose der größeren Schlagadern) gibt es nicht, im Allgemeinen wird der Begriff Mikroangiopathie für kleine Gefäße von den Arteriolen bis zu den Kapillaren verwendet.
Für die Mikroangiopathie sind besonders die Glykation („advanced glycation endproducts“, AGE) sowie der oxidative Stress von Bedeutung.
Oft wird der Begriff der Mikroangiopathie im Zusammenhang mit dem Diabetes mellitus, der arteriellen Hypertonie und anderer Stoffwechselerkrankungen gebraucht, die zu Ablagerungen und Veränderungen der kleinsten arteriellen Gefäße führen.
In den meisten Fällen der Arteriosklerose lassen sich mikro- und makroangiopathische Veränderungen gemeinsam nachweisen. Eine reine Mikroangiopathie ist selten.
Die arteriosklerotische (meist diabetische) Mikroangiopathie ist sehr häufig, bleibt aber anfangs oft unbemerkt (siehe auch: Diabetische Angiopathie).
Daneben gibt es die seltene thrombotische Mikroangiopathie. Dieser Terminus beschreibt Syndrome mit mikroangiopathischer hämolytischer Anämie, Thrombozytopenie und thrombotischen Verschlüssen in der Mikrozirkulation. Sie werden je nach Symptomatik als Thrombotisch-thrombozytopenische Purpura (Moschcowitz-Syndrom) oder hämolytisch-urämisches Syndrom (HUS) bezeichnet (siehe auch Urämie).

## Gefäßgebiete
Von der Mikroangiopathie können alle Gefäßregionen des Körpers betroffen sein. Insbesondere der Augenhintergrund, das Gehirn, das Herz und die Nieren sind bevorzugte Gebiete mikroangiopathischer Veränderungen:
- Nieren
- Augen
- Herz
- Gehirn
- Füße

## Diagnostik
Die Mikroangiopathie kann man nur unter dem Mikroskop oder durch Spiegelung des Augenhintergrundes erkennen. Daneben gibt es indirekte Hinweise auf mikroangiopathische Veränderungen, wie beispielsweise geringer Eiweißverlust über die Niere oder Störungen der Gefäßregulation an den Beingefäßen.
- Spiegelung des Augenhintergrundes
- Nagelbettmikroskopie
- Überprüfung der Gefäßregulation
- Mikroalbumin im Urin

## Folgen
- Blindheit
- Niereninsuffizienz
- Chronische neurologische Defizite durch eine subkortikale arteriosklerotische Enzephalopathie
- Herzinsuffizienz als Folge einer chronischen Durchblutungsstörung und Muskelzerstörung
- Gangrän

## Therapie
- Siehe Therapie der Arteriosklerose
- Lasertherapie der diabetischen Retinopathie
- Eine Reihe von Medikamenten, wie beispielsweise Calciumdobesilat, werden zur speziellen Behandlung der Mikroangiopathie vermarktet. Die Wirksamkeit von Calciumdobesilat wurde u. a. in Patienten mit diabetischer Retinopathie[1] bzw. diabetischer Nephropathie[2] nachgewiesen.